# Kaylor Energy Products
Kaylor Energy Products war ein US-amerikanischer Hersteller von Automobilen.

## Unternehmensgeschichte
Das Unternehmen wurde am 9. August 1979 in Stanford in Kalifornien gegründet. Andere Quellen geben Redwood City in Kalifornien an. 1980 begann die Produktion von Automobilen und Kit Cars. Der Markenname lautete Kaylor. 2009 endete die Produktion.

## Fahrzeuge
Das Modell Invader GTE wurde von Autokit Industries übernommen. Ungewöhnlich war der Antrieb. Eine Ausführung war ein reines Elektroauto. Außerdem gab es Hybridelektrokraftfahrzeuge, die wahlweise einen Otto- oder Dieselmotor hatten und zusätzlich einen Elektromotor mit 30 PS Leistung.
Das andere Modell war eine Nachbildung des Ferrari Dino 246 und ähnelte dem Modell Magnum von Custom Classics.